# Alberini (famiglia)
Gli Alberini o Ilperini furono una antica famiglia della nobiltà civica romana.

Secondo origini leggendarie sarebbero originari di Roma sin dall’VIII secolo, le prime notizie documentate iniziano ad apparire nel XIII secolo con Aurelio che avrebbe partecipato alla crociata contro Federico II con 2000 fanti. Le loro dimore erano nei rioni Ponte e Sant’Eustachio e più di altre, dopo i Mattei, ricoprirono con particolare frequenza le cariche di Conservatore di Roma, Priore dei Caporioni e Caporione. Con Gibello (1184-1186), Aurelio (1186) e Ilperino (1187-1190) avrebbero tenuto anche la carica senatoriale di Roma. Ebbero altresì dal XVI secolo la carica ereditaria di custode delle carceri di Campidoglio.

Tra le dimore più antiche della famiglia erano quelle presso le Botteghe di San Basilio adiacenti al Foro di Traiano e quelle nel rione Sant'Eustachio dove possedevano un palazzo contiguo alle case dei Caffarelli presso la via Papalis sul luogo dove sorge Palazzo Lavaggi Pacelli. Esponenti di spicco del ceto dei mercatores e finanzieri, con interessi oltre i confini della penisola, oltre che uomini d'arme, nel rione Ponte eressero il palazzo su loro precedenti case presso il Canale di Ponte, nell’area dei Banchi, realizzato da Raffaello e presto ceduto e passato ad altre famiglie.

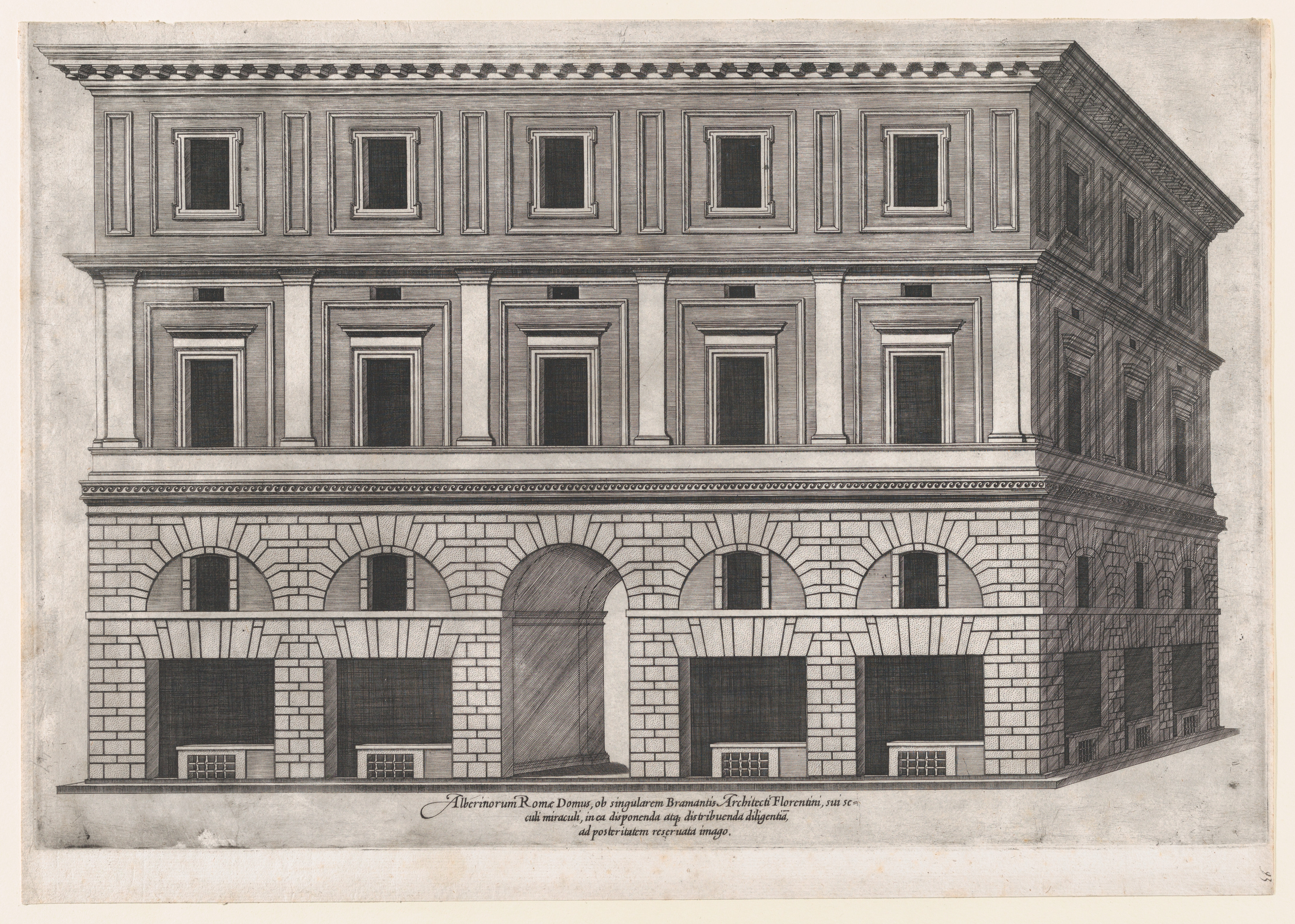
Disegno di palazzo Alberini a Canale di Ponte

Unitasi alle principali famiglie del ceto di appartenenza, tra i principali membri si conoscono Francesco di Lello (XIV-XV sec.) che tra le varie cariche ricoperte fu Podestà di Spoleto e Capitano del Popolo di Firenze e Marcello, celebre memorialista che descrisse la cronaca del Sacco di Roma del 1527. 

Ebbero tra le altre proprietà il feudo di Lariano e i casali di Morena e di Campo di Merlo.